# Ленгаров, Юрий Олегович

## Биография
Родился 20 апреля 1955 года в г. Саратове. Окончил в 1975 г. Сасовское лётное училище, в 1985 году — Академию гражданской авиации (г. Ленинград). Кандидат технических наук, действительный член Международной академии транспорта, «Отличник Аэрофлота», Заслуженный пилот Российской Федерации.

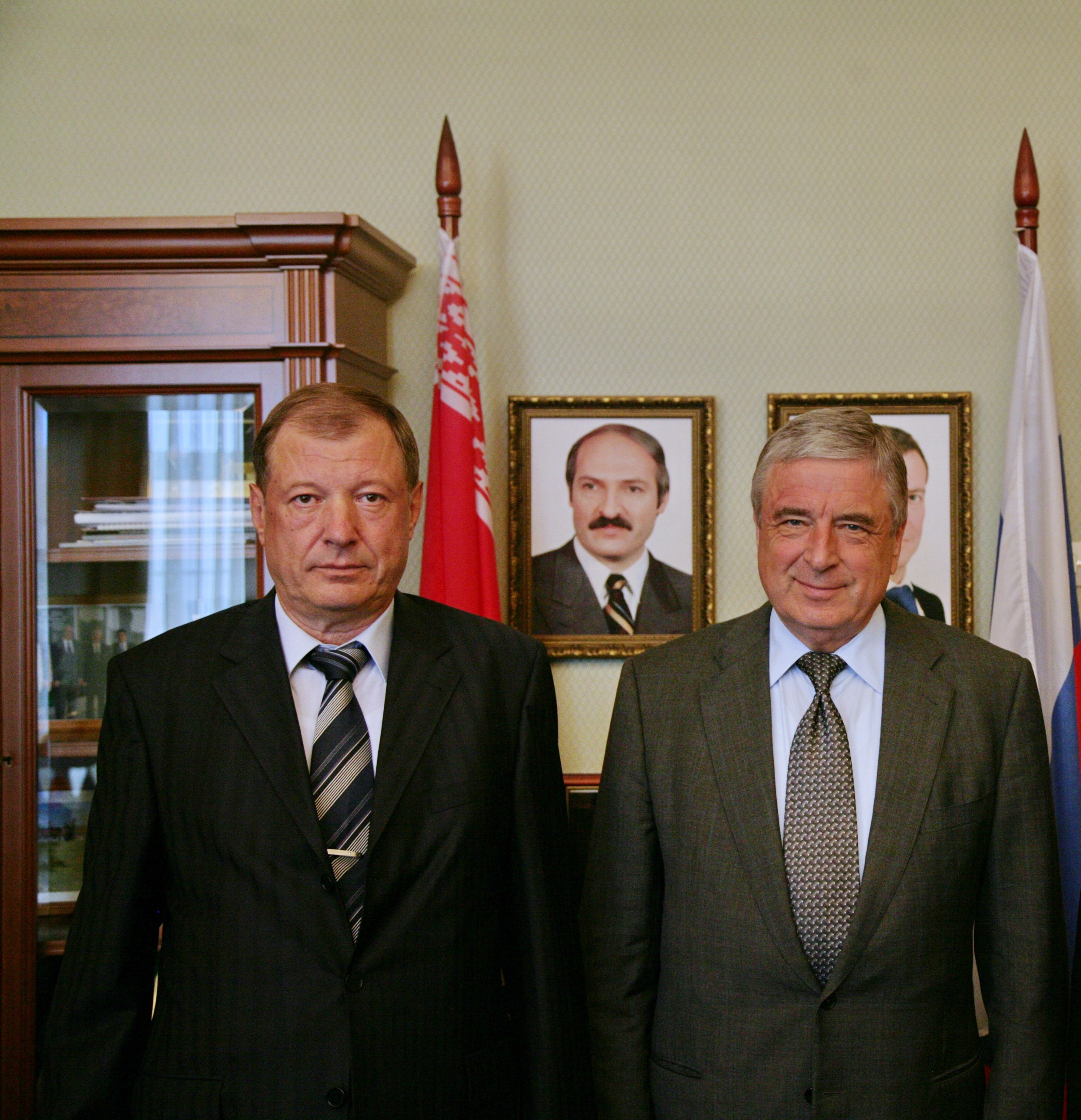

После окончания в 1975 году Сасовского летного училища, Юрий Олегович пришел работать в Забратский объединённый авиаотряд Азербайджанского управления ГА.
Начав трудовую деятельность вторым пилотом АН-2, Юрий Олегович сразу проявил себя талантливым летчиком и трудолюбивым, грамотным специалистом, затем стал и командиром воздушного судна, после — командиром звена самолётов АН-2.
В возрасте 27 лет, за короткий срок переучился и освоил лётную эксплуатацию самолёта ТУ-134, стал вторым пилотом, а затем и командиром воздушного судна ТУ-134 399 летного отряда Азербайджанского управления ГА.
Успешно окончив без отрыва от производства в 1985 году Академию гражданской авиации, стал работать вторым пилотом самолёта ТУ-154 107 летного отряда Азербайджанского управления ГА.
Постоянно обучаясь и повышая свою квалификацию, с 1986 по 1993 годы Юрий Олегович выполнял рейсы в качестве командира воздушного судна ТУ-154, заместителя командира 2-й авиаэскадрильи самолётов, первого заместителя командира Отдельного 235-го летного отряда.
В 1995 году самостоятельно основал одну из первых частных авиакомпаний АОЗТ «Континентальные авиалинии», которая в последующие годы вошла в первую 10-ку авиакомпаний России по количеству перевезенных пассажиров. В России к середине 90-х на базе гражданской и иной авиации было образовано 374 авиакомпании, которые стали заниматься коммерческими перевозками. К 2011 году их количество сократилось до 137.
В 1998 году защитил диссертацию в Академии гражданской авиации (г. Санкт-Петербург) на соискание ученой степени «Кандидат технических наук» тема диссертации и автореферата по ВАК РФ 05.22.14 «Оценка эффективности работы члена экипажа воздушного судна на основе контент-анализа речевой деятельности».

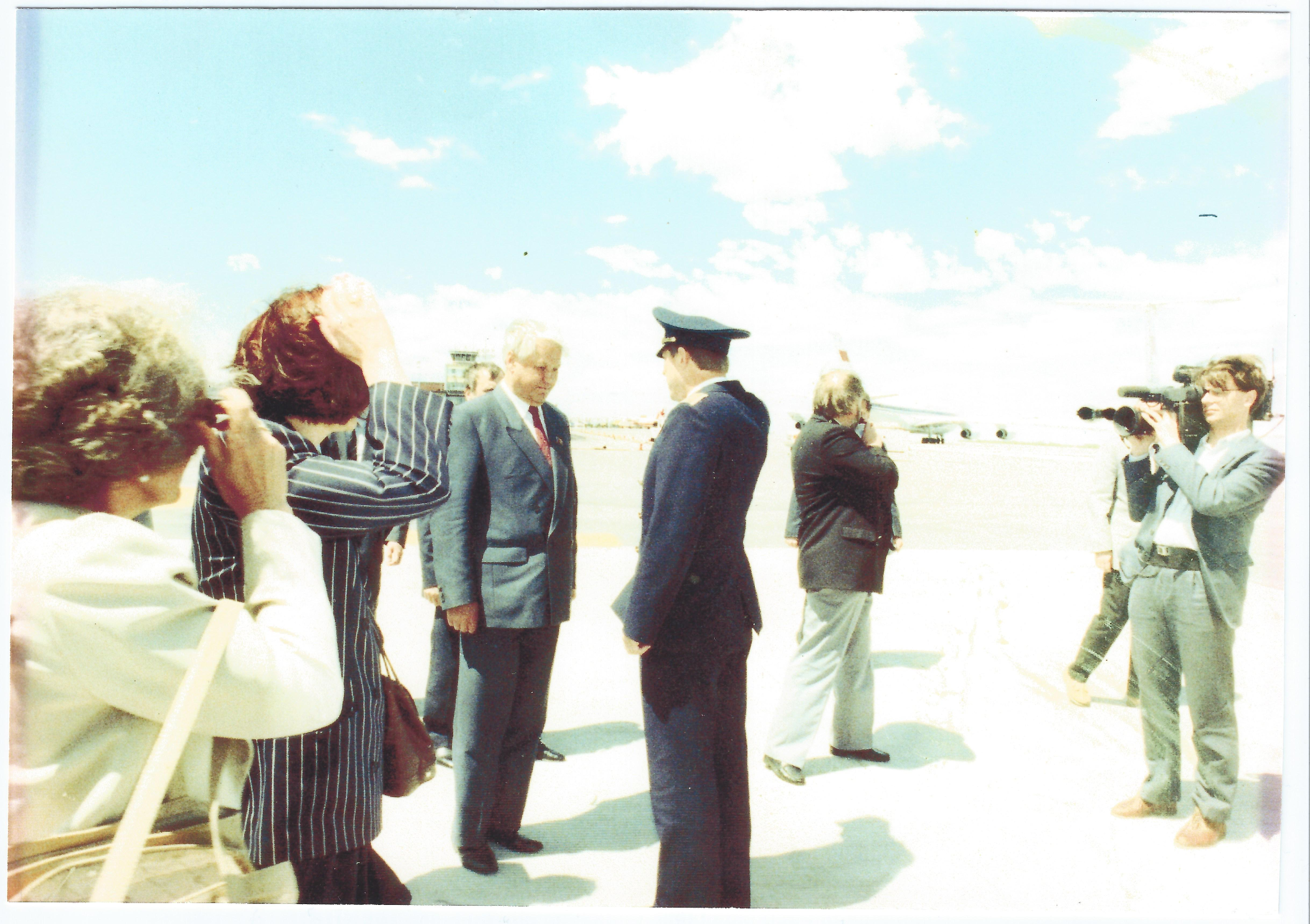
Доклад Ельцину Б. Н.

Вся жизнь Юрия Олеговича была посвящена авиации. Он прошел путь от рядового летчика до руководителя Государственной транспортной компании «Россия» (Специальный лётный отряд «Россия»), обеспечивающей воздушные перевозки первых лиц страны.
Его назначение на пост главы компании объяснялось, прежде всего, наличием богатого опыта работы с VIP-пассажирами.
Будучи летчиком, Ленгаров Юрий Олегович в разное время перевозил членов президентского совета СССР Е. М. Примакова и Эдуарда Шеварднадзе, президента СССР Михаила Горбачёва, вице-президента Российской Федерации А. В. Руцкого и первого президента Российской Федерации Бориса Ельцина.
На должности заместителя начальника Департамента регионального и международного сотрудничества Постоянного Комитета Союзного государства Юрий Олегович внес весомый вклад в укрепление сотрудничества между российским и белорусским народами, а также в развитие ОПК Союзного государства, занимая должность заместителя начальника Департамента оборонной промышленности и военно-технического сотрудничества Постоянного Комитета Союзного государства.
На ответственном посту-генерального директора ФКП «Аэропорты Севера» Юрий Олегович проводил большую работу по обеспечению доступности транспортных услуг населению Республики Саха (Якутия) и улучшению финансово-экономического положения предприятия. Принимал также активное участие в реализации мероприятий в рамках ФЦП «Экономическое и социальное развитие Дальнего Востока и Байкальского региона на период до 2018 года», реализацией данной программы было определено, в том числе развитие инфраструктуры региональных и местных аэропортов.
Трудовая деятельность:
1973—1975 гг. курсант Сасовского летного училища
1975—1982 гг. второй пилот, командир самолёта, командир звена самолётов АН-2 Забратского объединённого авиаотряда Азербайджанского управления ГА
1982—1985 гг. второй пилот, командир самолёта ТУ-134 399 летного отряда Азербайджанского управления ГА
1985—1986 гг. второй пилот самолёта ТУ-154 107 летного отряда Азербайджанского управления ГА
1986—1993 гг. второй пилот, командир ТУ-154, заместитель командира 2-й авиаэскадрильи самолётов, первый заместитель командира Отдельного авиаотряда № 235 ГА.
1993—1995 гг. первый заместитель генерального директора Лизинговой авиакомпании «Московские воздушные авиалинии»
1995—1999 гг. основатель и генеральный директор АОЗТ «Континентальные авиалинии»
1999—2000 гг. генеральный директор Государственной транспортной компании «Россия»
2001—2006 гг. заместитель начальника Департамента регионального и международного сотрудничества Постоянного Комитета Союзного государства
2006—2013 гг. заместитель начальника Департамента оборонной промышленности и военно-технического сотрудничества Постоянного Комитета Союзного государства
2013—2014 гг. советник Генерального директора «Вертолеты России»
30.05.2014 г. генеральный директор ФКП «Аэропорты Севера»
Умер 12 апреля 2015 года, похоронен на Троекуровском кладбище г. Москва (16 участок)

## Награды и звания
Ленгаров Юрий Олегович — Заслуженный пилот РФ (1998), Кандидат технических наук, Действительный член Международной академии транспорта,награжден знаками «Отличник Аэрофлота» и «За безаварийный налет часов», отмечен также следующими ведомственными наградами:
- Наградное огнестрельное оружие МЦ-22-02 (1999).
- Юбилейная медаль «80 лет Гражданской авиации России» (2003).
- Юбилейная медаль «85 лет Гражданской авиации России» (2008).
- Наградное огнестрельное оружие Револьвер РСА (2008).
- Юбилейная медаль «90 лет милиции Беларуси» (2008).
- Медаль «Ю. А. Гагарина» Федерация Космонавтики России (2008).
- Памятная медаль «85 лет ОДОН ВВ МВД России» (2009).
- Медаль «За укрепление боевого содружества» Министерство обороны РФ (2009).
- Медаль «За безупречную службу» Постоянный комитет Союзного государства (2009).
- Нагрудный знак «За отличную службу в транспортных войсках» I степени Министерство обороны Республики Беларусь (2010).
- Памятный знак «За заслуги в организации космической деятельности» Федеральное космическое агентство (2010).
- Нагрудный знак «За отличие в службе» Внутренние Войска МВД РФ (2010).
- Юбилейная медаль «90 лет на страже границы» Государственный пограничный комитет РБ (2011).[бел.]
- Памятный юбилейный знак «55 лет Авиаотряду особого назначения» (2011).
- Памятная медаль «50 лет космонавтике» ЦК КПРФ (2011).
- Юбилейная медаль «200 лет внутренним войскам МВД России» (2011).
- Нагрудный знак отличия «ВВС и Войска ПВО» Вооруженных сил республики Беларусь (2012).
- Медаль «За сотрудничество» Постоянный комитет Союзного государства (2012).
- Медаль «100 лет Военно-воздушным силам» Министерство обороны РФ (2012).
- Юбилейная медаль «90 лет Гражданской авиации России» (2013).